# Nimród Antal
Nimród Antal (ur. 30 listopada 1973 w Los Angeles) – węgierski reżyser, operator, aktor.

## Życiorys
Urodził się w Los Angeles, w 1973 roku jako dziecko dwojga węgierskich emigrantów. Wyższą edukację zaczął jako operator, a zakończył ją jako reżyser. Po filmach krótkometrażowych oraz pracy aktorskiej (Közel a szerelemhez, Roarsch) zajął się tworzeniem reklam oraz wideoklipów (głównie dla zespołów Quimby, Irigy Hónaljmirigy, Sub Bass Monster i Ganxsta Zolee).
Wygrał festiwal filmów reklamowych w Cannes.
Pierwszy film fabularny Antala to czarna komedia Kontrolerzy, która weszła do kin w listopadzie 2003 roku. W roku 2007 miała miejsce premiera pierwszego hollywoodzkiego projektu reżysera – horroru Motel z Kate Beckinsale i Lukiem Wilsonem w rolach głównych.

## Filmografia

### Jako scenarzysta filmowy
- Kontrolerzy (Kontroll, 2003)

### Jako reżyser
- Bohóclövészet (1994)
- Biztosítás (1996)
- Kontrolerzy (Kontroll, 2003)
- Motel (2007)
- Opancerzony (2009)
- Predators (2010)
- Metallica Through the Never (2013)
- Stranger Things - sezon 4 (2022)

### Jako aktor
- Roarsch (1999) – Roarsch
- Blisko do miłości (Közel a szerelemhez, 1999) – Gyuri
- Balra a nap nyugszik (2000) – Megbízó
- Posztkatona (2003)
- Állítsátok meg Terézanyut! (2004) – on sam